# Biggar (circonscription saskatchewanaise)
Pour les articles homonymes, voir Biggar.
Circonscription électorale provinciale du Canada
Biggar est une ancienne circonscription électorale provinciale de la Saskatchewan au Canada. Elle est représentée à l'Assemblée législative de la Saskatchewan de 1912 à 1995 et de 2003 à 2016.

## Géographie
La circonscription comprend les communautés de Biggar, Wilkie et Langham.

## Liste des députés
1912-1995
| Parlement                                                               | Années    | Député                 | Député                         | Parti                     |
| Biggar                                                                  | Biggar    | Biggar                 | Biggar                         | Biggar                    |
| ----------------------------------------------------------------------- | --------- | ---------------------- | ------------------------------ | ------------------------- |
| 3e                                                                      | 1912–1917 |                        | Charles Henry Cawthorpe        | Libéral                   |
| 4e                                                                      | 1917–1921 | George Hamilton Harris |                                | Libéral                   |
| 5e                                                                      | 1921–1925 |                        | John Meikle (en)               | Progressiste (en)         |
| 6e                                                                      | 1925–1929 |                        | Robert Pelham Hassard (en)     | Libéral                   |
| 7e                                                                      | 1929–1934 |                        | William Willoughby Miller (en) | Progressiste-conservateur |
| 8e                                                                      | 1934–1938 |                        | Robert Pelham Hassard (en)     | Libéral                   |
| 9e                                                                      | 1938–1944 |                        | John Allan Young (en)          | CCF                       |
| 10e                                                                     | 1944–1948 | Woodrow Stanley Lloyd  |                                | CCF                       |
| 11e                                                                     | 1948–1952 | Woodrow Stanley Lloyd  |                                | CCF                       |
| 12e                                                                     | 1952–1956 | Woodrow Stanley Lloyd  |                                | CCF                       |
| 13e                                                                     | 1956–1960 | Woodrow Stanley Lloyd  |                                | CCF                       |
| 14e                                                                     | 1960–1964 | Woodrow Stanley Lloyd  |                                | CCF                       |
| 15e                                                                     | 1964–1967 | Woodrow Stanley Lloyd  |                                | CCF                       |
| 16e                                                                     | 1967–1971 | Woodrow Stanley Lloyd  |                                | Néo-démocrate             |
| 17e                                                                     | 1971–1975 | Elwood Cowley (en)     |                                | Néo-démocrate             |
| 18e                                                                     | 1975–1978 | Elwood Cowley (en)     |                                | Néo-démocrate             |
| 19e                                                                     | 1978–1982 | Elwood Cowley (en)     |                                | Néo-démocrate             |
| 20e                                                                     | 1982–1986 |                        | Harry Daniel Baker (en)        | Progressiste-conservateur |
| 21e                                                                     | 1986–1991 |                        | Harry Daniel Baker (en)        | Progressiste-conservateur |
| 22e                                                                     | 1991–1995 |                        | Grant Whitmore (en)            | Néo-démocrate             |
| Circonscription fusionnée à Rosetown-Elrose pour former Rosetown-Biggar |           |                        |                                |                           |

2003-2016
| Parlement                                                                                            | Années                                                                                               | Député                                                                                               | Député                                                                                               | Parti                                                                                                |
| Biggar                                                                                               | Biggar                                                                                               | Biggar                                                                                               | Biggar                                                                                               | Biggar                                                                                               |
| Nouvelle circonscription issue de Redberry Lake, Rosetown-Biggar, Battleford-Cut Knife et Kindersley | Nouvelle circonscription issue de Redberry Lake, Rosetown-Biggar, Battleford-Cut Knife et Kindersley | Nouvelle circonscription issue de Redberry Lake, Rosetown-Biggar, Battleford-Cut Knife et Kindersley | Nouvelle circonscription issue de Redberry Lake, Rosetown-Biggar, Battleford-Cut Knife et Kindersley | Nouvelle circonscription issue de Redberry Lake, Rosetown-Biggar, Battleford-Cut Knife et Kindersley |
| --- | --- | --- | --- | --- |
| 25e                                                                                                  | 2003–2007                                                                                            | | Randy Weekes                                                                                         | Saskatchewanais                                                                                      |
| 26e                                                                                                  | 2007–2011                                                                                            | | Randy Weekes                                                                                         | Saskatchewanais                                                                                      |
| 27e                                                                                                  | 2011–2016                                                                                            | | Randy Weekes                                                                                         | Saskatchewanais                                                                                      |
| Circonscription redistribuée dans Biggar-Sask Valley                                                 | | | | |

## Résultats électoraux
2003-2016

1912-1995